# Kàrate a mort a Bangkok
Kàrate a mort a Bangkok (títol en anglès: The Big Boss; títol original en xinès: Tang shan da xiong) és el primer film important de Bruce Lee. L'èxit d'aquest film va fer del petit dragó una estrella a tota l'Àsia, després al món sencer. Ha estat doblada al català.

## Argument
Cheng Chao-an (Bruce Lee), un jove emigrant xinès, marxa a buscar treball a Tailàndia. Contractat en una fàbrica de gel, Cheng descobreix després de poc temps que la seva fàbrica serveix de façana a temibles traficants de droga que no vacil·len a matar els seus obrers.

## Repartiment
- Bruce Lee: Cheng Chao-an
- Maria Yi: Chiao-mei
- James Tien: Hsiu Kien
- Han Ying-chieh: Hsiao Mi (Big Boss)
- Tony Liu: El fill de Mi
- Li Quin: Ah-kun
- Chin San: Ah-bi
- Ching-ying Lam: Ah-lun
- Chen Chao: el cap de l'equip
- Malalene: Miss Wu-man
- Hui-yi Chen: Ah-chiang
- Tu Chia-Cheng: L'oncle